# 1946 v hudbě
Tento článek obsahuje události související s hudbou, které proběhly v roce 1946.

## Narození
- 3. leden – John Paul Jones (Led Zeppelin)
- 6. leden – Syd Barrett (Pink Floyd) († 2006)
- 8. leden – Robby Krieger (The Doors)
- 10. leden – Aynsley Dunbar (Jefferson Starship, Journey)
- 11. leden – Tony Kaye (Yes)
- 12. leden – Cynthia Robinson (Sly & the Family Stone)
- 27. leden – Nedra Talley, The Ronettes
- 27. leden – Kim Gardner (The Byrds, Ashton, Gardner and Dyke)
- 28. leden – Rick Allen (The Box Tops)
- 31. leden – Terry Kath (Chicago)
- 24. únor – Jiří Bělohlávek, BBC Symphony Orchestra
- 1. březen – Tony Ashton (Ashton, Gardner and Dyke)
- 6. březen – David Gilmour (Pink Floyd)
- 6. březen – Tony Klatka (Blood, Sweat & Tears)
- 7. březen – Matthew Fisher (Procol Harum)
- 8. březen – Randy Meisner (Poco, The Eagles)
- 15. březen – Howard E. Scott (War)
- 17. březen – Harold Brown (War)
- 19. březen – Paul Atkinson, The Zombies
- 21. březen – Ray Dorset, Mungo Jerry
- 22. březen – Harry Vanda, The Easybeats
- 24. březen – Colin Petersen, (Bee Gees)
- 27. březen – Andy Bown (The Herd)
- 30. březen – Dave Ball (The Turtles)
- 4. duben – Dave Hill (Slade)
- 13. duben – Jim Pons (The Turtles, The Mothers of Invention)
- 17. duben – Bill Kreutzmann (Grateful Dead)
- 18. duben – Lenny Baker (Sha Na Na)
- 18. duben – Skip Spence (Jefferson Airplane, Moby Grape)
- 1. květen – Jerry Weiss (Blood, Sweat & Tears)
- 10. květen – Cher
- 10. květen – Dave Mason (Traffic)
- 10. květen – Donovan
- 10. květen – Graham Gouldman, (10cc)
- 16. květen – Robert Fripp
- 24. květen – Steve Upton (Wishbone Ash)
- 5. červen – Freddy Stone, Sly & the Family Stone
- 11. červen – John Lawton (Uriah Heep)
- 15. červen – Noddy Holder, (Slade)
- 25. červen – Ian McDonald, (Foreigner)
- 25. červen – Allen Lanier, Blue Öyster Cult
- 9. červenec – Bon Scott (AC/DC) (zemřel 1980)
- 24. červenec – Alan Whitehead (Marmalade)
- 30. červenec – Jeffrey Hammond-Hammond, Jethro Tull
- 31. červenec – Bob Welch, Fleetwood Mac
- 1. srpen – Boz Burrell, Bad Company
- 14. srpen – Larry Graham (Sly & the Family Stone)
- 23. srpen – Keith Moon, (The Who) (zemřel 1978)
- 1. září – Gregg Errico, Sly & the Family Stone
- 4. září – Gary Duncan (Quicksilver Messenger Service)
- 4. září – Greg Elmore (Quicksilver Messenger Service)
- 5. září – Freddie Mercury, (Queen) (zemřel 1991)
- 5. září – Buddy Miles, (zemřel 2008)
- 5. září – Dean Ford, (Marmalade)
- 9. září – Bruce Palmer (Buffalo Springfield)
- 9. září – Doug Ingle (Iron Butterfly)
- 14. září – Pete Agnew (Nazareth)
- 18. září – Alan King, Ace
- 19. září – John Coghlan, Status Quo
- 24. září – Jerry Donahue, Fairport Convention
- 30. září – Sylvia Peterson, The Chiffons
- 10. říjen – Keith Reid (Procol Harum)
- 11. říjen – Gary Mallaber, Steve Miller Band
- 14. říjen – Justin Hayward, (The Moody Blues)
- 14. říjen – Dan McCafferty (Nazareth)
- 15. říjen – Richard Carpenter, Carpenters
- 19. říjen – Keith Reid (Procol Harum)
- 21. říjen – Lee Loughnane (Chicago)
- 22. říjen – Eddie Brigati (Young Rascals)
- 24. říjen – Jerry Edmonton (Steppenwolf)
- 26. říjen – Keith Hopwood (Herman's Hermits)
- 29. říjen – Peter Green
- 30. říjen – Chris Slade, (AC/DC, Manfred Mann's Earth Band, Uriah Heep)
- 1. listopad – Ric Grech (Family, Traffic, Blind Faith)
- 8. listopad – Roy Wood, (The Move, Wizzard)
- 11. listopad – Chip Hawkes, (The Tremeloes)
- 17. listopad – Martin Barre, Jethro Tull
- 19. listopad – Joe Correro Jr., Paul Revere & the Raiders
- 20. listopad – Duane Allman, The Allman Brothers (zemřel 1971)
- 22. listopad – Aston Barrett
- 24. listopad – Bev Bevan, (Electric Light Orchestra, Black Sabbath)
- 29. listopad – Eamonn Campbell, The Dubliners
- 10. prosinec – Walter Orange (The Commodores)
- 12. prosinec – Clive Bunker (Jethro Tull)
- 15. prosinec – Carmine Appice (Vanilla Fudge, Cactus)
- 16. prosinec – Benny Andersson (ABBA)
- 17. prosinec – Jim Bonfanti (The Raspberries)
- 21. prosinec – Carl Wilson (The Beach Boys) (zemřel 1998)
- 22. prosinec – Pamela Courson (zemřela 1974)
- 22. prosinec – Rick Nielsen (Cheap Trick)
- 24. prosinec – Jan Akkerman (Focus)
- 27. prosinec – Lenny Kaye (Patti Smith Group)
- 28. prosinec – Edgar Winter
- 30. prosinec – Patti Smith (Patti Smith Group)